# 思道夫人
思道夫人（？—614年）朴氏，又作息道夫人（식도부인）、色刁夫人（색도부인），新羅第24代君主真興王的夫人，第25代君主真智王的母亲。
思道夫人是朴英失角干的女儿。嫁给了真兴王深麥夫。真兴王一心奉佛，至末年祝髮被僧衣，自號法雲。王妃也剃髮為尼，住永興寺。真平王三十六年（614年）二月，真兴王去世三十六年后，身为比丘尼的思道夫人去世。

## 家族
- 父亲：朴英失
- 母亲：玉珍宮主金氏
  - 丈夫：真兴王
    - 长子：金銅輪
    - 次子：真智王
    - 三子：金仇輪
      - 孙子：金善品，文武王慈儀王后之父

    - 女儿：太陽公主
    - 女儿：阿陽公主
    - 女儿：銀輪公主
    - 女儿：月輪公主

## 相关影视
- 《大王之梦》（KBS、2012年-2013年、鄭再順）